# Xenothericles humilis
Xenothericles humilis är en insektsart som beskrevs av Marius Descamps 1977. Xenothericles humilis ingår i släktet Xenothericles och familjen Thericleidae. Inga underarter finns listade i Catalogue of Life.